# 菌谱
《菌谱》，又名《香蕈谱》，是中国南宋时期关于菇类的一部专著，陈仁玉撰，成于淳祐五年（1245年）。书中介绍了浙江台州所产的11种菌类，详细描述了形状、性味、品级、生产、食用方法与误食毒菌之后的解毒方法。这是中国古代第一部介绍菌类的专著，尽管篇幅较短，正文仅有一卷800余字，该书对此后菌类书籍的撰写有重要的启发意义。

## 内容
《菌谱》又名《香蕈谱》，包括作者陈仁玉自序以及正文，仅一卷，800余字。陈仁玉青年时期居住在家乡浙江仙居县，通过实地考察与品尝，详细描述了当地出产的的合蕈（香菇）、稠膏蕈（很可能指金针菇）、栗觳蕈、松蕈（松口蘑）、竹蕈、麦蕈（松露）、玉蕈、黄蕈、紫蕈、四季蕈、鹅膏蕈（鹅膏菌）共十一种菌类，涉及生长环境条件、季节、外观、气味、口感、烹饪方法、禁忌、品级、误食毒菌之解毒方法等要素。

## 背景
菌类食用古已有之，《吕氏春秋》记载：“味之美者，越骆之菌”。仙居县位于浙江中部山区，山林茂盛，盛产菌类，与香菇栽培发源地龙泉、庆元、景宁一带相距仅200千米，宋代时就是香菇的主产区。《菌谱》自序中写道：
|  | 仙居介台、括，丛山峻拔，仙灵所宫，爰产异菌。林居岩栖者，左右芼之，固藜藿之至腴，莼葵之上瑞。 |

南宋时期，台州临海县人谢深甫出任右丞相，数十年后谢深甫的孙女谢道清成为理宗皇后，天台县人贾似道亦把持大权。这些达官显贵和民间一样喜食菌类，于是台州出产的菌类成为了御膳。周密在《癸辛杂识》中写道：
|  | 天台出桐蕈，味极珍，然致远必渍以麻油，色味未免顿减。诸谢皆台人。尤嗜此品，乃并舁桐木以致之，旋摘以供馔。 |

由于朝廷上层对菌类的喜爱，民间采摘者络绎不绝。由于各种食用菌品相、口味不同，且误食毒菌会造成严重后果，陈仁玉认为有必要使人们辨识这种土特产，因此经过长期的观察、研究与亲自品尝后，撰写了《菌谱》一书。

## 版本
《菌谱》一书有多個版本，《百川学海》、《说郛》、《山居杂志》、《墨海金壶》、《珠丛别录》、《四库全书》、《丛书集成初编》等丛书均有收录该书。日本中村克哉在《香菇栽培史》中还引用了另一版本的《菌谱》。

## 影响与评价
《菌谱》是中国乃至全世界首部介绍菌类的专著，内容丰富，言简意赅，对后世菌类研究有深远的影响。明代潘之恒《广菌谱》与清代吴林《吴蕈谱》都受到了《菌谱》的直接影响。《广菌谱》有部分内容直接摘自《菌谱》，而《吴蕈谱》将菌类划分为上、中、下品也是受到了《菌谱》的启发。